# Pablo Fontanello
Pablo Fontanello (Lincoln, 26 september 1984) is een Argentijns voetballer die sinds 2017 uitkomt voor Ordabası FK Şımkent. Fontanello is een verdediger.

## Carrière
Fontanello startte zijn profcarrière bij Deportivo Español. Na drie jaar stapte hij over naar CA Tigre, alvorens in 2009 een transfer naar Parma FC te versieren. Bij de Italiaanse club kwam hij echter geen enkele keer in actie. Wel werd hij drie keer uitgeleend: aan CA Tigre, aan Gimnasia La Plata en aan Tsjornomorets. Die laatste club nam hem in 2012 definitief over van Parma. Fontanello speelde er twee jaar, maar vanwege de politieke onrust in Oekraïne koos hij in 2014 voor een transfer naar Stabæk. Enkele maanden later keerde hij echter terug naar het voormalige Oostblok, waar hij voor het Russische FK Oeral tekende. Daar voetbalde hij drie seizoenen.
In maart 2017 tekende hij voor Ordabası FK Şımkent, een club uit de Kazachse Premjer-Liga.